# 水眉村清来民宅
水眉村清来民宅，位于中国广东省云浮市新兴县船岗镇水眉村，为新兴县的一个县级文物保护单位，类型为近现代重要史迹及代表性建筑，公布时间为1987年12月。
水眉村清来民宅的历史年代为清末－民国。